# Dicliptera purpurascens
Dicliptera purpurascens är en akantusväxtart som beskrevs av Wassh. och J.R.I.Wood. Dicliptera purpurascens ingår i släktet Dicliptera och familjen akantusväxter. Inga underarter finns listade i Catalogue of Life.